# Cult of One
Cult of One è il quarto album in studio del gruppo musicale Thrash metal statunitense Whiplash, pubblicato nel 1996 per l'etichetta discografica Roadrunner Records.

## Tracce
1. Such Is the Will - 6:20
2. No One's Idol - 5:24
3. No Fear to Tread - 5:13
4. 1,000 Times - 6:52
5. Wheel of Misfortune - 5:23
6. Heavenaut - 7:50
7. Lost World - 5:26
8. Cult of One - 8:28
9. Enemy - 4:32
10. Apostle of Truth - 6:51

## Formazione
- Tony Portaro - chitarra
- Warren Conditi - chitarra
- James Preziosa - basso
- Tony Scaglione - batteria
- Rob Gonzo - voce